# Río Alaknanda
El río Alaknanda, o Alakananda (en sánscrito: अळकनन्दा; en hindi: अलकनन्दा नदी) es un río del Himalaya indio, una de las dos fuentes del río Ganges. Proviene del glaciar Satopanth en el estado de Uttaranchal, y se une con el río Bhagirathi, la fuente principal del Ganges, cerca de la pequeña localidad de Devprayag, después de recorrer alrededor de 200 kilómetros. Después de la confluencia se considera que nace nominalmente el Ganges, al que el Alaknanda aporta un flujo considerable.
En la mitología, el Alaknanda, como se cree, se ha separado del celestial Ganga cuando este aterrizó del cielo. El centro de peregrinación hindú de Badrinath está a lo largo de los bancos del río Alaknanda.
Este río es famoso por la práctica del canotaje en sus aguas torrentosas.
- Datos: Q1419768
- Multimedia: Alaknanda River / Q1419768